# Thriller (minialbum)
Thriller (kor. 스릴러 Seurilleo) – trzeci minialbum południowokoreańskiej grupy BtoB, wydany 9 września 2013 roku przez Cube Entertainment. Płytę promował utwór o tym samym tytule. Sprzedał się w nakładzie 30 403 egzemplarzy w Korei Południowej (stan na luty 2019).

## Tło
23 sierpnia 2013 roku Cube Entertainment opublikowało zdjęcia koncepcyjne do „When I Was Your Man” (kor. 내가 니 남자였을 때), utworu przedpremierowego z minialbumu, a specjalny teledysk do tego utworu ukazał się kilka dni później. 4 września 2013 roku BtoB udostępnili teledysk do piosenki „Thriller” na oficjalnym kanale na YouTube i tego samego dnia wykonali obie piosenki w programie Show Champion.

## Lista utworów
| CD | CD                                                                                 | CD                                             | CD                        | CD                                         | CD      |
| Nr | Tytuł utworu                                                                       | Tekst                                          | Kompozycja                | Aranżacja                                  | Długość |
| -- | ---------------------------------------------------------------------------------- | ---------------------------------------------- | ------------------------- | ------------------------------------------ | ------- |
| 1. | „Naega ni namjayeosseul ttae” (kor. 내가 니 남자였을 때, ang. When I Was Your Man) | Park Woo-sung, Sora                            | Park Woo-sung             | Park Woo-sung                              | 3:45    |
| 2. | „Thriller” (kor. 스릴러 Seurilleo)                                                 | Seo Jae-woo, Seo Yong-bae, Minhyuk, Ilhoon     | Seo Jae-woo, Seo Yong-bae | Seo Jae-woo, Seo Yong-bae                  | 3:27    |
| 3. | „Wae irae” (kor. 왜이래)                                                           | Lee Gi-kwang, Hyunsik, Minhyuk, Peniel, Ilhoon | Lee Gi-kwang, Hyunsik     | S. Tiger                                   | 3:38    |
| 4. | „Catch Me”                                                                         | Seo Jae-woo, Seo Yong-bae, Minhyuk, Ilhoon     | Seo Jae-woo, Seo Yong-bae | Seo Jae-woo, Seo Yong-bae, Minhyuk, Ilhoon | 3:31    |
| 5. | „Crystal gati” (kor. 크리스탈같이 Keuriseutalgati)                                 | Choi Yong-chan, Minhyuk, Peniel, Ilhoon        | Choi Yong-chan            | Choi Yong-chan                             | 3:09    |
| 6. | „Byeol” (kor. 별)                                                                  | Hyunsik, Minhyuk, Ilhoon                       | Hyunsik                   | Kim Tae-ho, Son Young-jin                  | 3:47    |

## Notowania
| Lista                    | Pozycja |
| ------------------------ | ------- |
| Gaon Weekly Album Chart  | 3       |
| Gaon Monthly Album Chart | 10      |
| Five Music (Tajwan)      | 6       |